# Hasán Bajá (hijo de Jeireddín Barbarroja)
Hasán Bajá (hacia 1517-1572) era el hijo de Jeireddín Barbarroja y tres veces Beylerbey de la Regencia de Argel. Su madre era morisca Sucedió a su padre como gobernante de Argel, y reemplazó al diputado de Barbarroja, Hasan Agha, quien había ocupado efectivamente el cargo de gobernante de Argel desde 1533.
- Datos: Q3128171